# Cuando vuelvas a mi lado
Cuando vuelvas a mi lado è un film del 1999 diretto da Gracia Querejeta.